# 화폐 개혁

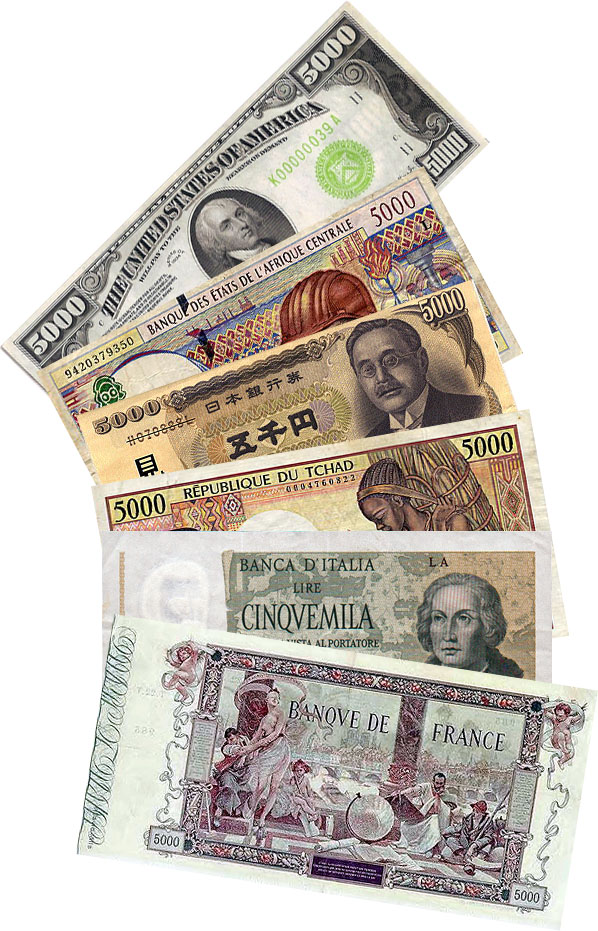
각국의 화폐

화폐 개혁(Currency reform, Monetary reform) 또는 통화 개혁은 어떤 목적을 달성하기 위해 인위적으로 화폐의 가치를 조절하는 일을 총칭하는 용어이다.
경제규모의 증가로 현대에 이르러 통화량이 급증하고 있으며, 화폐 발행량 증가와 경제성장에 따라 지속적인 인플레이션이 발생하고 있다. 고액권 화폐 발행만으로 감당할 수 없는 지경에 이른 여러 국가들에서 화폐 가치를 평가절하하거나 새로운 단위의 화폐를 발행하는 방법을 사용하기도 한다.

## 대한민국의 화폐 개혁
- 1950년 8월 28일: 조선은행권 → 한국은행권.
- 1953년 2월 17일: 원 → 환. 교환비율 100:1
- 1962년 6월 10일: 환 → 원. 교환비율 10:1, 기존의 환화는 1975년 3월 22일 유통 정지.[2]

## 같이 보기
- 디노미네이션: 화폐의 액면가를 일컫는 말
- 리디노미네이션: 화폐의 호칭을 바꾸거나 액면가를 일정 비율로 낮추는 조치